# Pinisi
A Pinisi Indonézia Dél-Sulawesi tartományának hagyományos vitorlás hajója és hajóépítési módja. A nevezetes Sulawesi schonereken használt vitorlázat készítése és használata az ausztronéz népek ezeréves hajózási és hajóépítési hagyományaiból táplálkozó mesterség. Mind Indonézia, mind a világ számára a pinisi a szigetvilág bennszülött hajózási hagyományainak lényeges eleme. A hajóépítő hagyományok a dél-sulawesi Konjo a nyugat-sulawesi Mandar és a Bone-öböl menté lakó Bugis népcsoportok tagjai közül kerülnek ki. A pinisi hajóépítés központjai Tana Beru, Bira és Batu Licin itt a lakosság közel 70%-a a hagyományos hajóépítésből és hajózásból él. Ezt a hajóépítési művészetet a UNESCO 2017-ben, a koreai Jeju-szigeten rendezett kormányközi bizottsági ülésén felvette a szellemi örökség reprezentatív listájára.

## Története
Az indonéz szigetvilágban használt hajótestek, vitorlázatok és kormány megoldások jelentősen eltértek a kínai, arab vagy európai hajóépítési megoldásoktól. Ezt a 8. századból származó jávai kőbe faragott frízek és a 16. századi európai tengerészek rajzai bizonyítják. Az első pontos ábrázolások a korai Bugis vagy  Makassan hajókról Matthew Flinders 1803-as expedíciója idején keletkeztek. 
Ezeken látható a háromlábú árbócra szerelt, két bambusz boom közzé kifeszített, nagy négyszögletű vitorla a hozzá tartózó szarvkötelekkel, csonka-kötelekkel, és összekötőrudakkal. Ez a vitorlázat, eredeti nevén tanja, az indonéz szigetvilág ősi tengerészeti kultúrájának az ismertető jegye.  Pálmalevélből szőtt vitorla az alsó boomra volt feltekerve. A kormányzást a hajótat két oldalára a hajótestből kinyúló fedélzettartó gerendára felszerelt hosszú evezőre emlékeztető kormánylapátok biztosították. 
A 19. század közepén készült festményeken és rajzokon látható, hogy az indonéz hajóácsok elkezdtek európai stílusú vitorlákkal kísérletezni. A 20. század elején készült fényképeken láthatók először a pinisi vitorlázattal szerelt palarik. 
Az első pinisit az Ara és Lemo-Lemo hajóépítő műhely készítette egy Bira nevű hajóskapitány megrendelésére 1906-ban.A második világháborút követően rendkívül fontossá vált az indonéz szigetvilágban a kereskedelmi hajózás ezért egyre több kereskedelmi vitorlást használtak. Épültek 500 tonnás kereskedelmi vitorlások is. 1970-től a legtöbb vitorlás kereskedelmi hajót motorizálták. Az indonéz szigetvilágban még napjainkban is használják kereskedelmi célokra a pinisiket, de jelentősebb azok szabadidős használata úgy mint bérhajók, kiránduló hajók, magán jachtok.

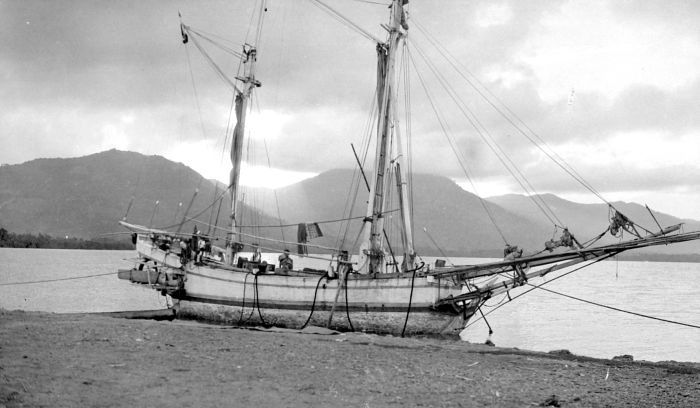
Pinisi 1923-1925, jól megfigyelhető a 3 lábú árbóc és a tat oldalán a kormánylapát.
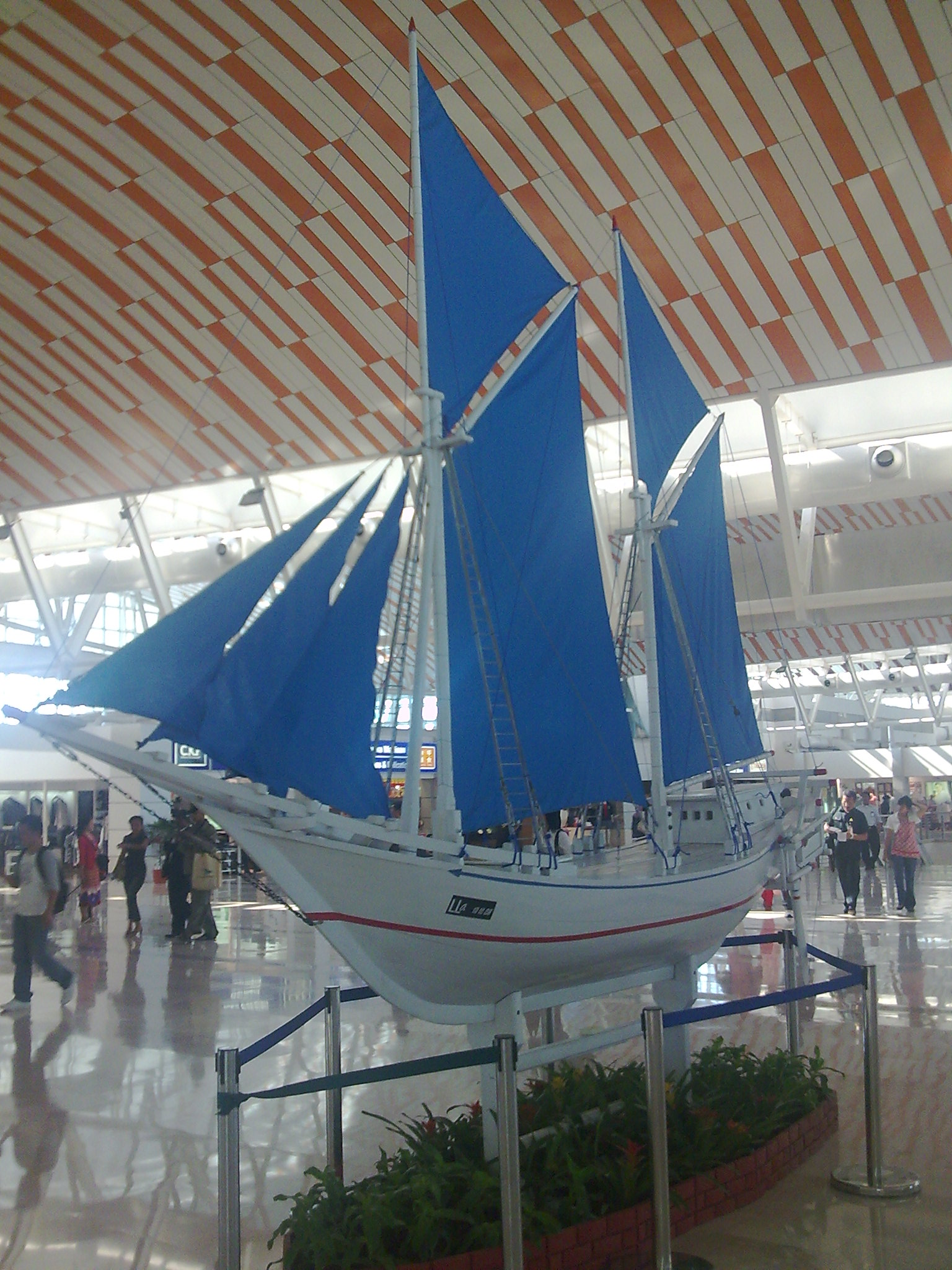
Pinisi hajómodell a Makassari repülőtér csarnokában
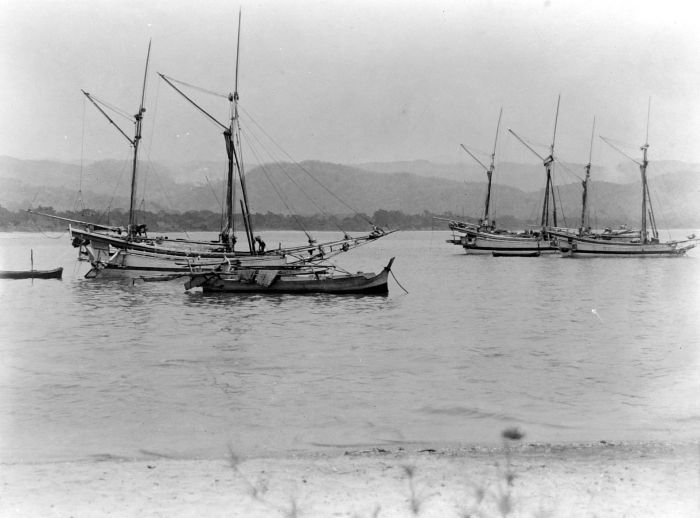
Pinisi kereskedelmi hajók 1943

## Felépítése
A pinisi az indonéz vitorlás hajók vitorlázatának (árbóc, vitorla, kötélzet, stb.) egy változata. A pinisi vitorlázat egy a csonka árbócos ketchekhez (gaff-ketch ) hasonlóan elrendezett vitorlázat, 7-8 vitorlából és két árbócból áll. Jellemzően a tatárbóc rövidebb az első árbócnál, és a hasonló vitorlázattal szerelt nyugati típusú hajóktól eltérően, a két fővitorla nyitása nem az árbócrúd felhúzásával történik hanem az azokat tartó boom tengelye körül mint egy függöny kerül kibontásra. Az indonéz pinisi nem hajó, hanem vitorlázat típus. Különböző hajótestek hordozhatnak pinisi vitorlázatot A két legelterjedtebb pinisi vitorlázatú hajótípus a palari és a lambo.

### Hajótest tipusok
- A palari(wd) a hagyományosabb és kisebb pinisi vitorlázatú hajó, legömbölyített tattal és hajógerinccel és kettő a tat két oldalán elhelyezett kormánnyal. A motorizált változatnak egy mechanikus kormánya van a hajócsavar mögött.
- A lambo pinisi vitorlázattal szerelt hosszú és karcsú hajótest egyenes tattal. Motorizált változata egy mechanikus axiális kormánnyal rendelkezik, bár esztétika okokból gyakran megtartják a tatoldalán elhelyezett kormányokat is.

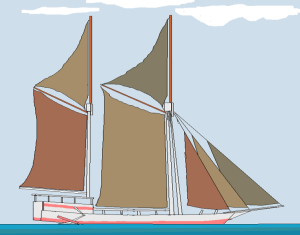
Pinisi
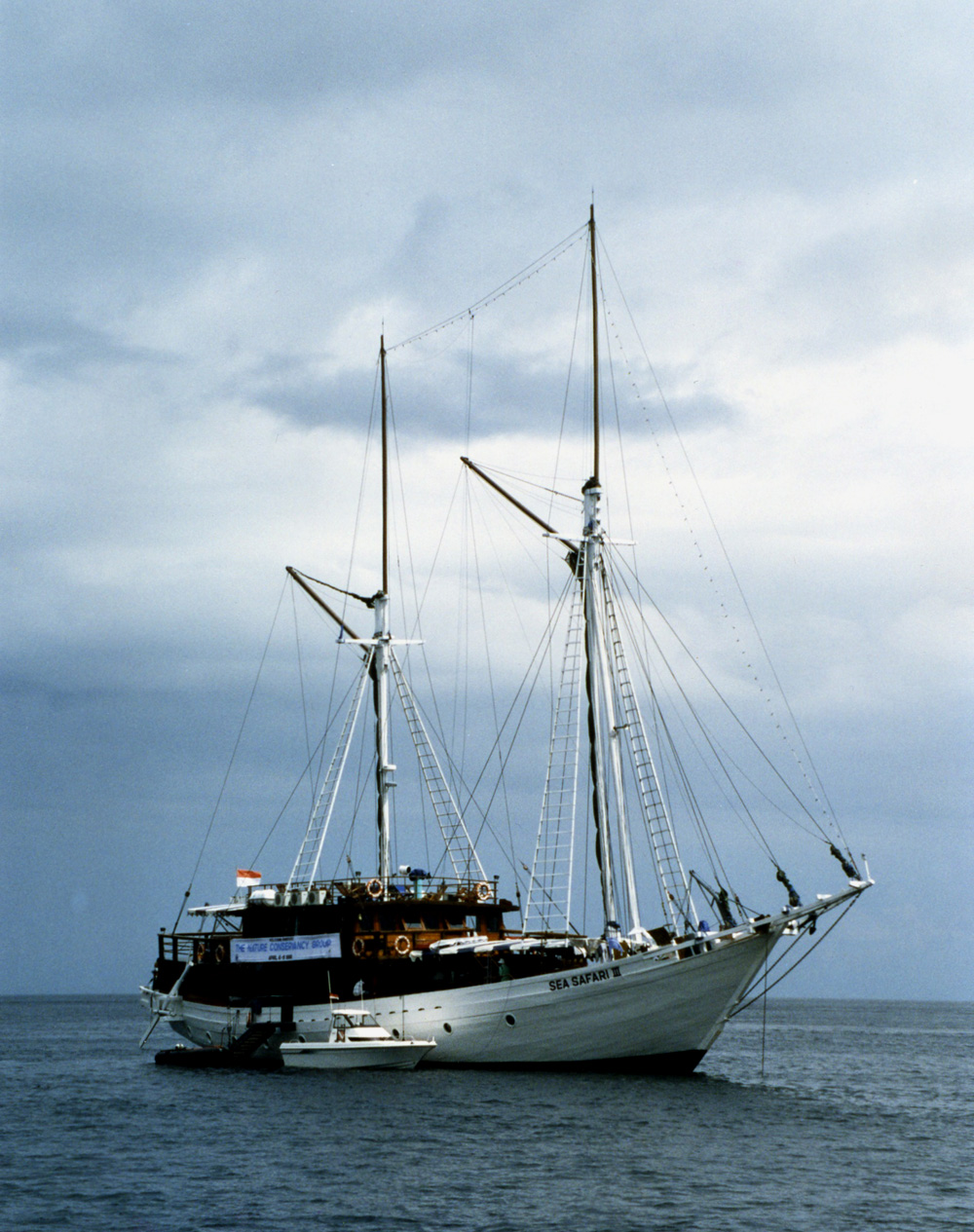
Pinisi kirándulóhajó 1998
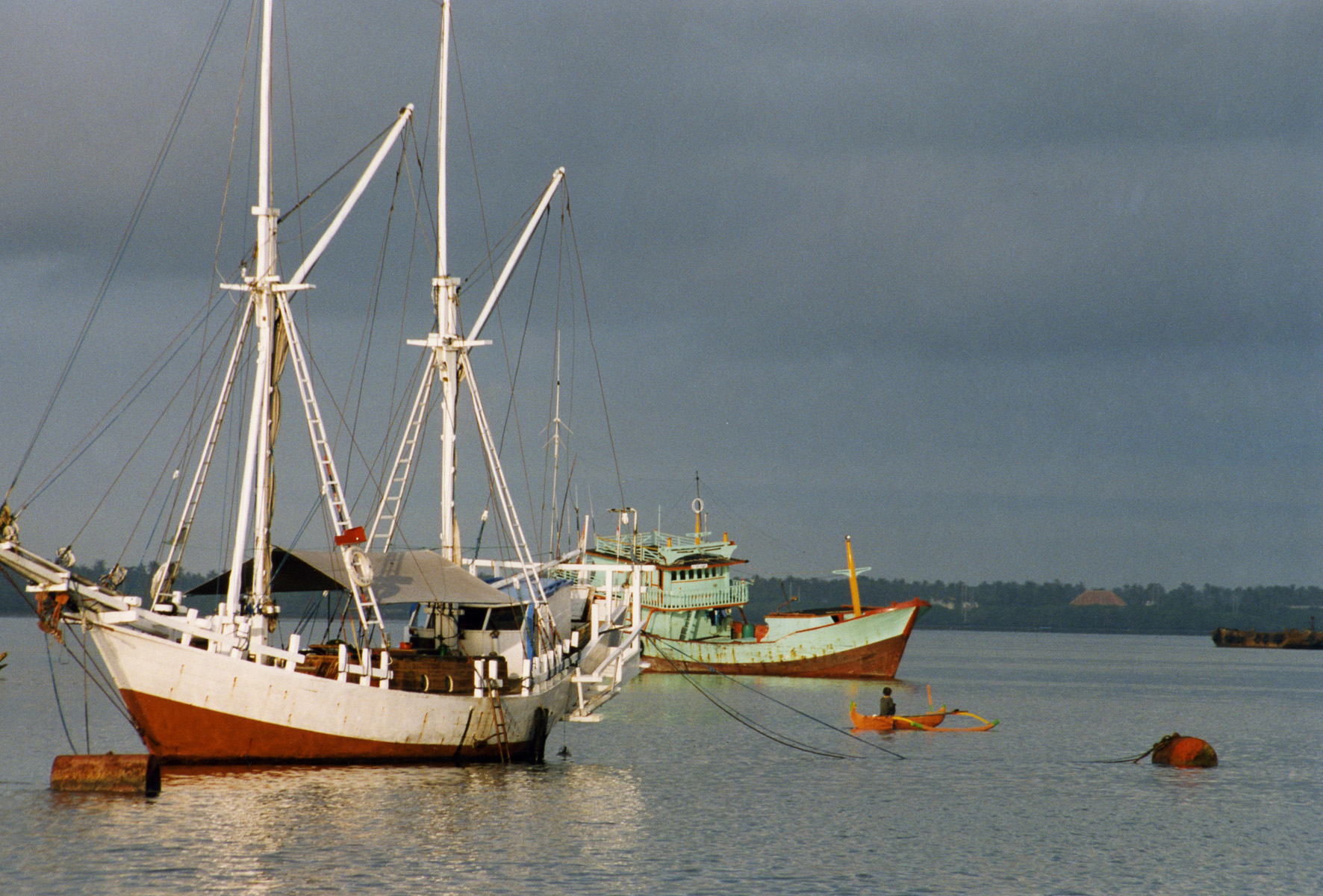
Pinisi Bali Sanur Harbur kikötőjében